# F-15 Strike Eagle II
Pour les articles homonymes, voir F15.
F-15 Strike Eagle II est un simulateur de vol de combat développé et édité par MicroProse en 1989 sous DOS. Il a été adapté sur Amiga, Atari ST,  Mega Drive, PC-98 et Sharp X68000. Il a été conçu par Andy Hollis et Sid Meier.
Il fait suite à F-15 Strike Eagle (1985) et propose de piloter l'avion éponyme.